# Jannarelly
Jannarelly est un constructeur automobile basé à Dubaï, aux Émirats arabes unis, et fondé en 2015 par Anthony Jannarelly et Frédéric Juillot.

## Historique
Anthony Jannarelly est un designer français qui a dessiné la Lykan HyperSport du constructeur W Motors. En 2015, il rencontre à Dubaï Frédéric Juillot qui est fabricant de bateaux et spécialiste de la fibre de carbone au sein de son entreprise Equation Composite. Tous les deux sont passionnés d'automobiles et ensemble ils fondent leur société Jannarelly Automotive pour construire la voiture de leurs rêves.
En janvier 2020, Janarelly annonce l'arrivée d'Alexander Lee, ancien CEO de Singer Vehicle Design, qui est nommé PDG de Jannarelly Automotive et sera chargé de préparer le développement des futurs modèles de la marque.
Jannarelly Automotive prévoit l'ouverture d'une usine aux États-Unis en 2021 afin d'augmenter le rythme de production et de se développer à l'international[source insuffisante].

## Jannarelly Design-1
La Jannarelly Design-1 (ou Design One) est le premier véhicule produit par le constructeur automobile Jannarelly à partir de 2016.
La Design-1 est un roadster à moteur central arrière et roues arrière motrices produit à Dubaï.